# Boarmia humaria
Boarmia humaria là một loài bướm đêm trong họ Geometridae.